# Seiko
A Seiko vállalat a japán óragyártás úttörője, s a világ órapiacán jelentős cég.

## Történet
A Seiko története 1881-ben kezdődött, amikor is Hattori Kintaró megalapította az órajavító műhelyét Tokió központjában. A cég kezdetben import és belföldi órák forgalmazásával foglalkozott. Mindössze tizenegy évvel később cége elkészítette első óráját, majd 1895-ben az első karóráját. Napjainkban Kintaró ükunokája, Hattori Sindzsi a Seiko Watch Corporation elnöke.

### Néhány évszám, amely jelentős lépés a cég történetében
Történeti sorrendben:
XIX. század
1881. a cég alapítása, K. Hattori and Co. Ltd néven, 1892. a falióra-, másként ingaóragyártás megkezdése.
XX. század
1921. a karóragyártás megkezdése, 1924. a Seiko márkanév (védjegy)  megjelenése, 1965. a világ első kvarc stopperórájának bemutatása, 1969. a világ első kvarc karórájának bemutatása.1972. a világ első női kvarc karórájának bemutatása, 1973. a világ első digitális kvarc karórájának bemutatása.1982. a világ első tv-képernyővel kombinált karórájának bemutatása és a Lorus márkanév bemutatása, 1984. a világ első számítógéphez csatlakoztatható karórája, 1988. a világ első generátorral működő automata kvarc karórája. 1994. a Kinetic szerkezet bemutatása, 1998. a világ első Kinetic chronograph karórájának bemutatása, 1999. a Kinetic Auto Relay szerkezet bemutatása.
XXI. század
2005. a Kinetic Perpetual szerkezet bemutatása, 2005. az automata Spring Drive nemzetközi bemutatása..

## Precíz időmérési eszköz
1929-ben a japán vasúthálózat fejlődése miatt egyre fontosabbá vált a precíz időmérés, amely a menetrend pontos betartását szavatolta. A Seikosha zsebóra volt az 
egyetlen, amelynek használatát a JNR jóváhagyta. Ezt sok mozdonyvezető nap mint nap használta. 
A legújabb Seiko vasúti órákat használják Japánban a 
Sinkanszen vonatoknál, amely a vasút történetében mérföldkő, hiszen tesztek során sebessége elérte az óránkénti 580 km-t is. A vonatban használt óra 200 gauss (azaz 0,02 tesla) mágneses fluxussűrűséget képes elviselni.

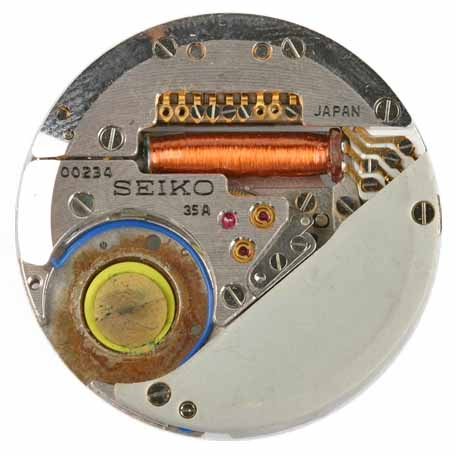
Seiko óraszerkezet

Az elmúlt évtizedekben Japán gyönyörű hegyvidékén, két (Sizuku és Sinsú) órakészítő stúdióban 240 kézműves dolgozik ezeken a finom óraszerkezeteken. 
Köztük 19 „mester kézműves” rangú szakember van. A cég versenyein az elmúlt évtizedben Sárga Szalagos Medált nyertek többek között:
- Szakurada Mamoru, 2005,[7]
- Terui Kijosi, 2007,
- Siohara Kendzsi, 2006, 2007

## Marketing
A Seiko 1953. augusztus 28-án elkezdte televízióban reklámozni termékeit. A Nihon TV (NTV) sugározta a reklámot pontban este hétkor. Ebben az első 
reklámban egy Seikosha márkájú ébresztőóra szerepelt, amely a vállalat eredeti neve volt; jelentése: „a pontosság 
háza”.
A világháló létrejöttével létrehozták saját honlapjukat, s kialakították a netes forgalmi hálózatukat. Magyarországon is van partnerük.
"Kicsi, vékony, könnyű, kevesebb energiafogyasztás", ez a Seiko jelmondata.

### Az utolsó fél évszázadban elnyert díjak
Évszám szerint
- 1968 A legjobb mechanikus kézi kronográf, Genèva Observatory Competition
- 1980 Nagydíj, Prix de la Ville de Genève

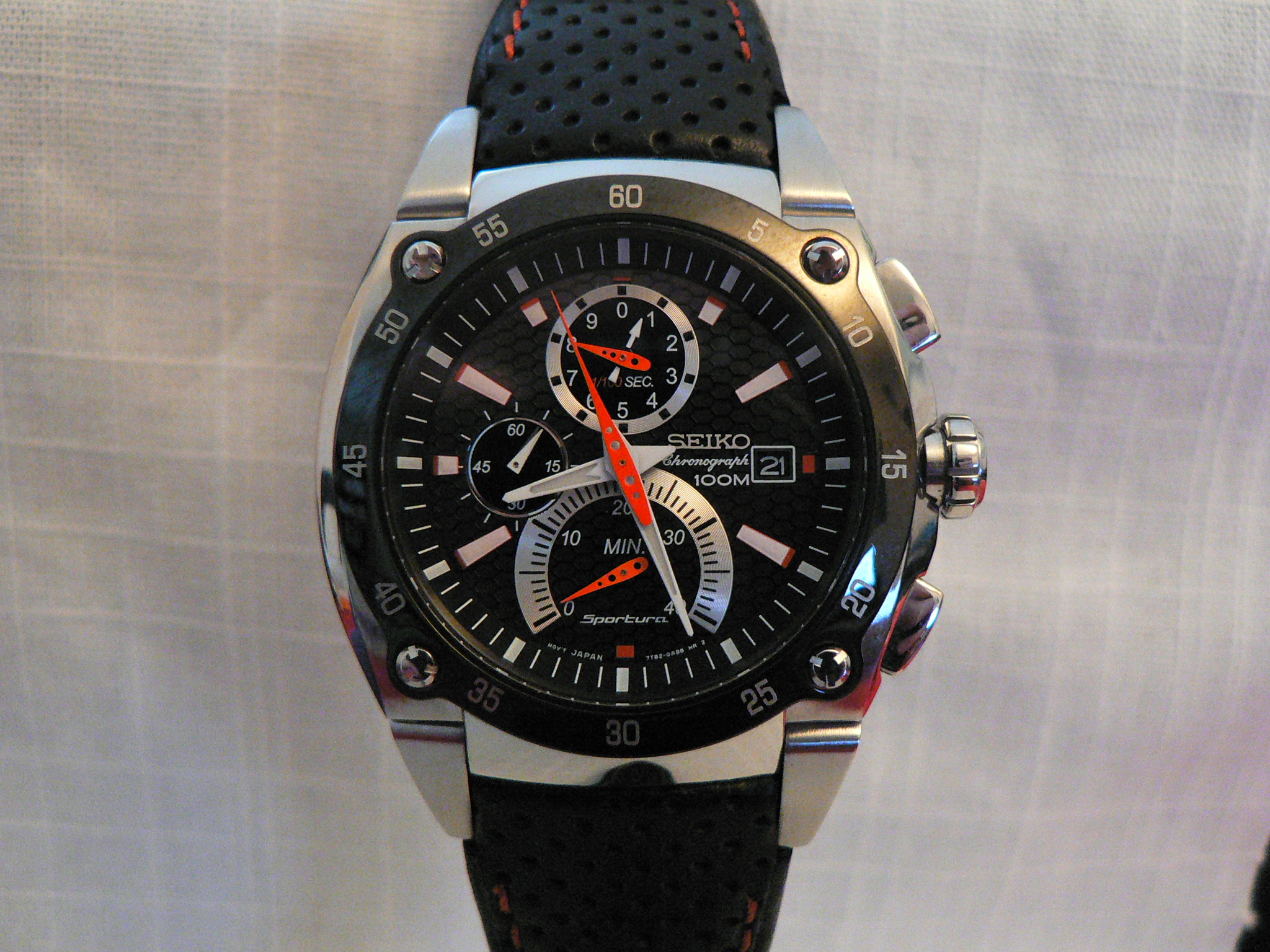
Seiko Sportóra

- 1983 Guinness Rekordok Könyve (A világ legkisebb TV-je)
- 1990 Nagydíj, Prix de la Ville de Genève
- 2000 Az Év Órája (Die Presse, Ausztria) Sportura SLQ007J1 Ultimate Kinetic Chronograph
- 2004 IEEE (Institute of Electrical and Electronics Engineers)[13] Milestrone Díj Seiko Quartz Astron
- 2005 Az Év Órája, TimeZone.com Spring Drive SNR005[14]
- 2006 Nagydíj, Grand Prix  d'Horlogeire de Genève (Elektromos karóra)[15]
- 2006 Design Díj, Watch Time Magazine (USA) Spring Drive SNR005
- 2008 Aranykerék Díj, Uhren-Magazin (Németország) Spring Drive SNR011[16]
- 2008 Az Év Órája, Horloges Magazine (Hollandia) Spring Drive Chronograph SPS001
- 2010 Nagydíj, Grand Prix  d'Horlogeire de Genève – Seiko Spring Drive Spacewalk Commemorative modell (Sport órák kategória)
- 2014 Nagydíj, Grand Prix  d'Horlogeire de Genève – Grand Seiko 36000 Hi-Beat GMT (Petit Aiguille kategória)
- 2018 Nagydíj, Grand Prix  d'Horlogeire de Genève – Seiko Prospex SLA025 modell (Sport órák kategória)

## Képgaléria
- Seiko-piramis
- Kinetic kronográf
- Seiko-metronóm

## Külső hivatkozás
- A világ első GPS Solar karórája: Seiko Astron
- The new Seiko Astro GPS Solar.
- Óramutató
- UPDATE 1-Seiko Archiválva 2013. december 3-i dátummal a Wayback Machine-ben
- Seiko Astron. A világ első GPS Solar órája.[halott link]
- Seiko – a történet és a 12 legfontosabb állomás
- Seiko órák Archiválva 2021. január 21-i dátummal a Wayback Machine-ben
- Seiko Boutique Budapest - a Seiko első kelet-európai butikja: https://seikoboutique.hu/seiko-boutique Archiválva 2020. augusztus 4-i dátummal a Wayback Machine-ben